# Nordland (provincie)
Nordland (Zuid-Samisch: Nordlaanten fylhkentjïelte, Lule-Samisch: Nordlánda fyllkasuohkan, Noord-Samisch: Nordlándda fyllkasuohkan) is een fylke van Noorwegen waar 5,2% van de Noorse bevolking woont. Ze behoort tot de regio Nord-Norge in het noorden van Noorwegen. Nordland ligt op de breedtegraad van de poolcirkel.
Nordland telt 44 gemeenten (2 stadsgemeenten) en grenst in het zuiden aan Trøndelag, in het zuidoosten aan de Zweedse provincie Västerbottens län en in het noordoosten aan de Zweedse provincie Norrbottens län, in het westen aan de Noorse Zee en in het noorden aan Troms. Sinds 1995 ligt het bestuur van het eiland Jan Mayen bij de statsforvalter van Nordland.

## Bestuurlijke indeling

### Dedistrictenvan Nordland
- Helgeland

Alstahaug, Bindal, Brønnøy, Dønna, Grane, Hattfjelldal, Hemnes, Herøy, Leirfjord, Lurøy, Nesna, Rana, Rødøy, Sømna, Træna, Vefsn, Vega, Vevelstad.
- Lofoten

Flakstad, Moskenes, Røst, Vestvågøy, Værøy, Vågan.
- Ofoten

Ballangen, Evenes, Narvik, Tjeldsund, Tysfjord.
- Salten

Beiarn, Bodø, Fauske, Gildeskål, Hamarøy, Meløy, Saltdal, Steigen, Sørfold.
- Vesterålen

Andøy, Bø, Hadsel, Lødingen, Sortland, Øksnes.

### Gemeenten in Nordland
Nordland was ingedeeld in 44 gemeenten:
| 1. Alstahaug 2. Andøy 3. Ballangen* 4. Beiarn 5. Bindal 6. Bø 7. Bodø 8. Brønnøy 9. Dønna 10. Evenes 11. Fauske 12. Flakstad 13. Gildeskål 14. Grane 15. Hadsel 16. Hamarøy 17. Hattfjelldal 18. Hemnes 19. Herøy 20. Leirfjord 21. Lødingen 22. Lurøy | 1. Meløy 2. Moskenes 3. Narvik 4. Nesna 5. Øksnes 6. Rana 7. Rødøy 8. Røst 9. Saltdal 10. Sømna 11. Sørfold 12. Sortland 13. Steigen 14. Tjeldsund* 15. Træna 16. Tysfjord* 17. Værøy 18. Vågan 19. Vefsn 20. Vega 21. Vestvågøy 22. Vevelstad |

 Bij de herindeling in 2020 verdwenen Ballangen en Tysfjord als zelfstandige gemeente, Tjeldsund werd deel van de nieuwe provincie Troms og Finnmark, dat vanaf 2024 weer gedeeld werd, waardoor het onderdeel werd van Troms. Hierdoor werd de provincie Nordland iets kleiner qua omvang. 

## Natuur

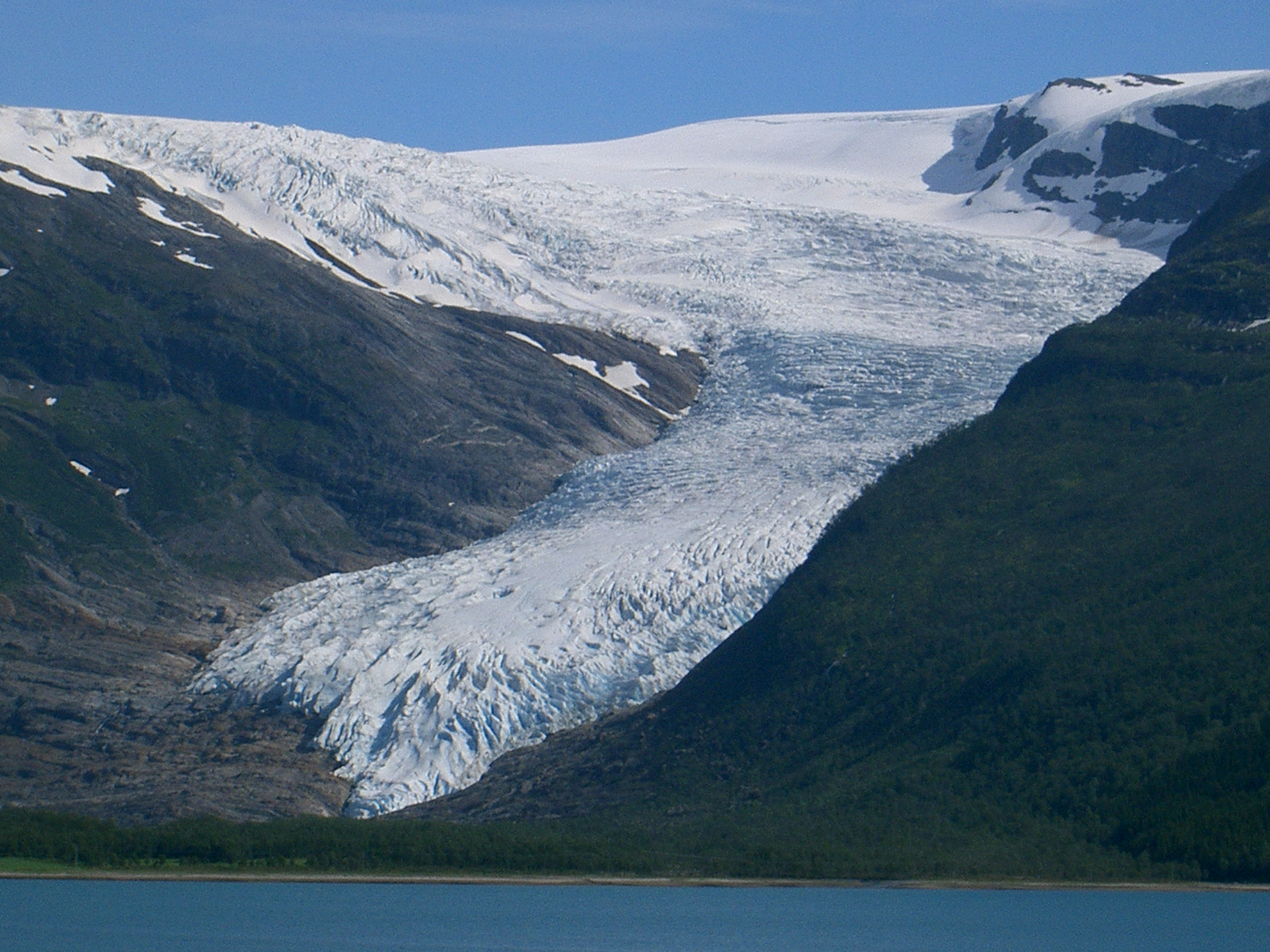
gletsjer Engabreen, Svartisen

- Gletsjers: Blåmannsisen, Svartisen (de tweede grootste gletsjer in Noorwegen). 1.701km² van Nordland is blijvend gedekt door sneeuw en ijs.
- Deze provincie heeft de langste kustlijn van Noorwegen. De totale kustlijn van het vasteland is 4.250 km, van de eilanden 9.749 km.
- Letterlijk is in deze provincie Noorwegen op z'n smalst te vinden - bij Hellemobotn (Tysfjord) is de afstand tussen het eind van de fjord en de grens met Zweden slechts 6,3 km.

- Beschermde natuur, 202 gebieden (landareaal: 6936,6km² en zeeareaal: 908,6km² totaal: 7845,2km²). Totale oppervlakte beschermd natuur Nordland 13.9% (landgebied), 3,8% (water):

### Nationale parken en natuurreservaten

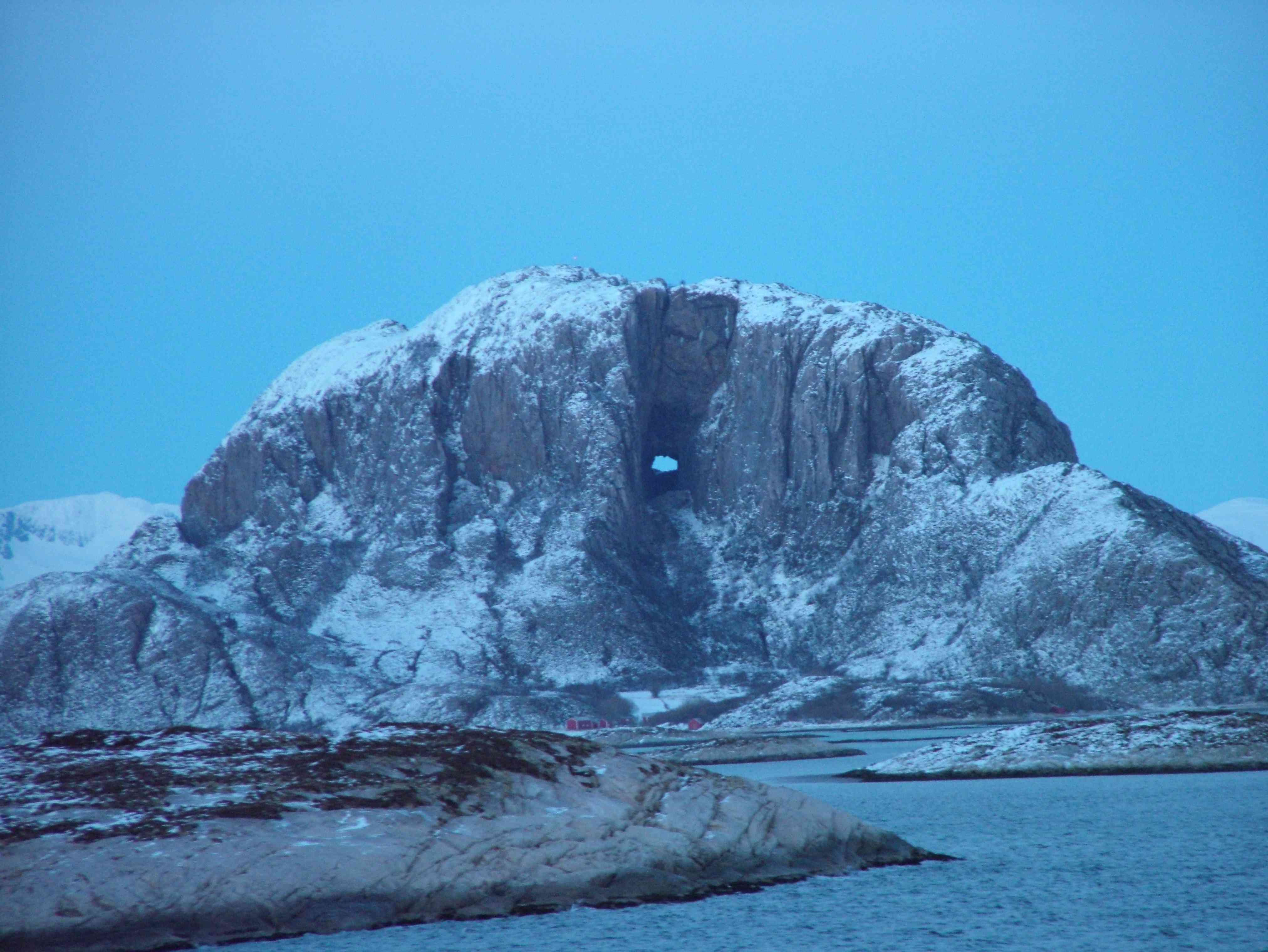
Torghatten (Brønnøy) in februari

- Nationale parken - 5 (4453.2km²):
  - Børgefjell (1,447km²), opgericht 09.08.1963, gedeeld met Nord-Trøndelag
  - Junkerdal (682km²), opgericht 09.01.2004,
  - Møysalen (51.2km²), opgericht 29.08.2003,
  - Rago (171km²), opgericht 22.01.1971,
  - Saltfjellet-Svartisen (2102km²), opgericht 08.09.1989 met de gletsjer Svartisen en de zijarm Engabreen

- Natuurreservaten - 179 (landareaal: 1299,9km² en zeeareaal: 564,8km² totaal: 1864,7km²).

- Beschermd landschap - 18 (landareaal: 1183,5km² en zeeareaal: 343,8km² totaal: 1527,3km²).

In Nordland zijn 11 van 25 de grootste vogelbergen gelegen en 24 van de 35 orchideeënsoorten die Noorwegen rijk is te vinden.

## Geografie
Nordland bestaat voornamelijk uit bergen die steil omhoogkomen vanaf de strandzone langs de kust.
Lofoten en Vesterålen zijn in het bijzonder bekend om de ruige bergformaties. Torghatten is hier een voorbeeld van. Het bijzondere aan deze berg is dat er een gat dwars doorheen loopt. Dit gat is ruwweg 160 meter lang, 45 meter hoog en 15-20 meter breed.
De hoogste bergen (Oksskolten (1.915m) en Suliskongen (1.913m)) zijn in het oosten van de provincie te vinden.
Het vasteland wordt door fjorden, zowel langs de kust als haaks erop, doorsneden.

### Feiten
- Steden (stadsrechten): Bodø (1816) en Narvik (1902).
- Rivieren: Vefsna is een van 300 rivieren met eigen zalm- en zeeforel-bestanden
- Eilanden: 18.414 die in zout water liggen en ongeveer 28.000 in meren. Langøya (850.2km2) is de derde grootste van Noorwegen.
- Meren: Røssvatnet. 2,039km2 van de oppervlakte is gedekt door zoet water.
- Bos: 11.500 km², met een jaarlijkse aanwas van 850.000 m³
- Akkerbouw: 60.000 hectare (6% van het Noorse totaal).
- Bergen (hoger dan 1.600m): Oksskolten (1.915 m), Suliskongen (1.913 m), Storsteinsfjellet (1.894 m), Nuortasavlo (1.768 m), Frostisen (Ruosstauiegna) (1.744 m), Kvigtind (1.703 m) en Skjelåtind (1.640 m).

### Fjorden
Er zijn vele fjorden in Nordland zoals:
- Folda
- Hadselfjord
- Langfjord
- Ofotfjord
- Ranfjord
- Skjomen
- Tysfjord
- Vefsnfjord
- Velfjord
- Vestfjord

### Eilanden
Er zijn twee eilandengroepen in de provincie Nordland:
- Lofoten
- Vesterålen

## Klimaat
Ondanks dat deze provincie ongeveer 450 km lang is, noord-zuid, is het klimaat langs de kust vrij onveranderd van het zuiden tot aan Lofoten-Vesterålen.
Dankzij de Golfstroom heeft dit gebied zachte winters. Normaliter is februari de koudste maand, met een gemiddeld temperatuur van ongeveer 0 °C aan de kust en op de eilanden, en -5° tot -10 °C in het binnenland tegen de Zweedse grens aan. Aan dezelfde breedtegraad is er geen ander gebied te vinden met winters die even zacht zijn.
De gemiddelde temperaturen voor juli variëren tussen 11 °C te Lofoten tot 14-15 °C in het binnenland.

## Cultuur
Tussen 1992 en 1998 liep het project Skulpturlandskap Nordland. Tijdens het project werd er een collectie van internationale kunst opgebouwd onder leiding van de provincie. 33 beeldhouwwerken van 33 kunstenaars uit 18 verschillende landen zijn in het landschap geplaatst, in 33 verschillende gemeenten. 32 van de 33 zijn in Nordland geplaatst, de laatste in Troms.
De Vega-eilanden zijn te vinden op de Werelderfgoedlijst van UNESCO.

## Verkeer

### Wegverkeer

#### Europese weg 6 (E6)
De E6 loopt door de provincie van Majavatn tot Bjerkvik, een afstand van ongeveer 640 km.
Het hoogste punt is op 550 m hoogte op Korgfjellet. Bijzonder voor dit stuk van de E6 is dat er een veerdienst over Tysfjorden tussen Bognes en Skarberget is.

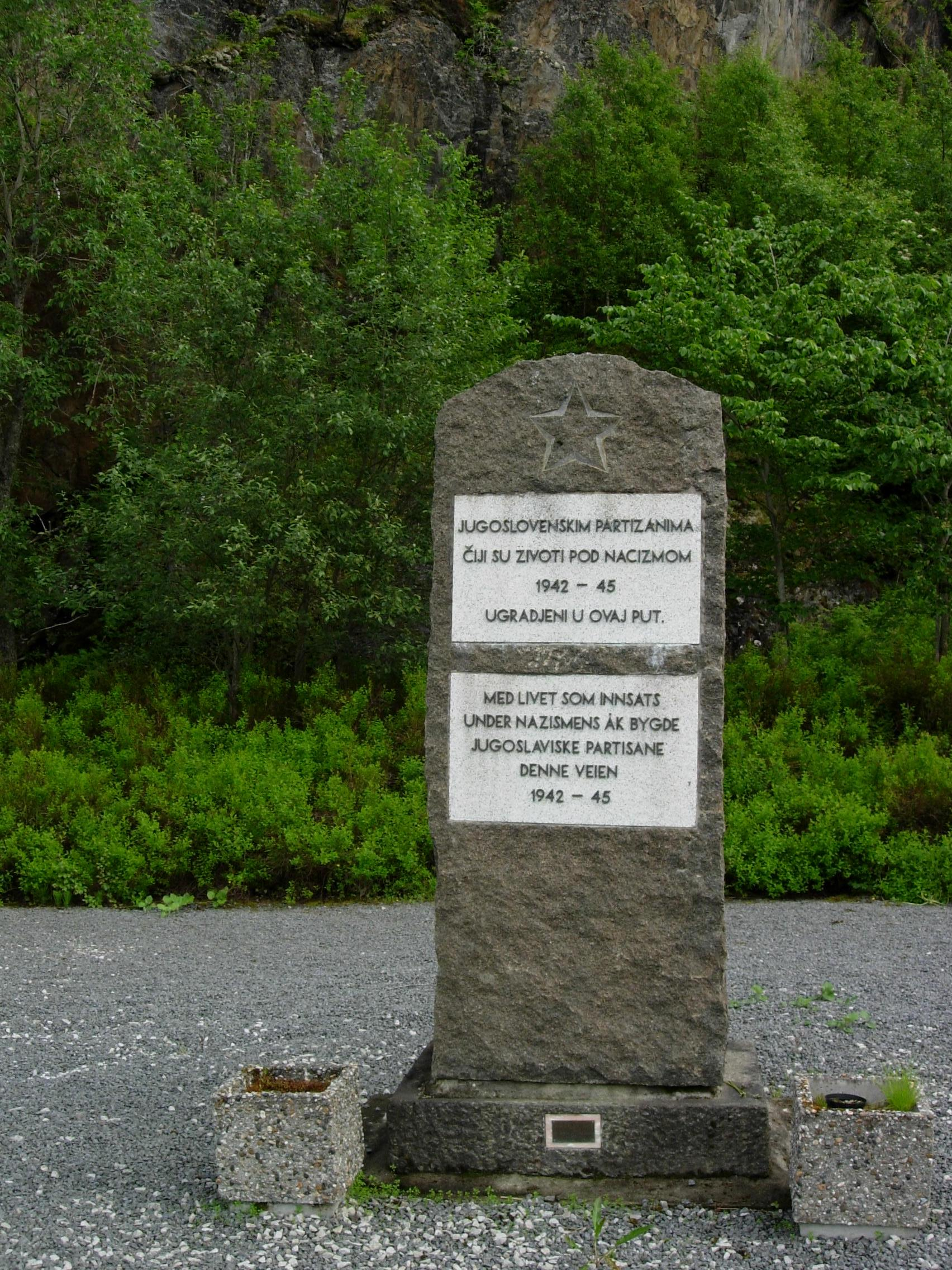
Monument voor de gevallen krijgsgevangenen

Blodveien - De bloedige weg
Blodveien is een ongeveer 1,5 km lang wegvak van hetgeen in de jaren 40 Rijksweg 50 werd genoemd en vandaag dus E6. Tussen Botn en Saltnes net ten noorden van Rognan in Saltdal.
De aanleg van de rijksweg - de hoofdroute naar Kirkenes - werd door de Duitse Organisation Todt (genoemd naar inspecteur-generaal Fritz Todt) uitgevoerd door middel van wreedheden en dwang. Vooral Joegoslavische (Serviërs en Kroaten) en Russische krijgsgevangenen werkten hier. Een onbekend, maar groot aantal gevangenen werd door de Duitsers vermoord tijdens het werk op deze weg tussen 1942 en 1945.
Toen Milos Banjak door een bewaker van de Wehrmacht werd gedood op 14 juli 1943, gebruikte zijn broer zijn bloed om een kruis te schilderen op een bergwand. Om het jaar wordt het kruis met verf bijgewerkt.
Er is ook een film gemaakt rondom dit stuk weg, in 1955 opgenomen naar een manuscript geschreven door Sigurd Evensmo. De film is een coproductie tussen Noorwegen en Joegoslavië. Hoofdrolspelers zijn Ola Isene en Milan Milosevic.

#### Europese weg 10 (E10)
De E10 kruist de provincie van Å in Lofoten in het westen naar de rijksgrens op Bjørnfjell in het oosten. Het hoogste punt is bij de rijksgrens op 520 m. De E10 wordt ook wel De weg van Koning Olaf genoemd. De E10 in Noorwegen is ongeveer 415 km lang.
De E10 passeert Leknes, Svolvær, Fiskebøl, Melbu, Stokmarknes, Sortland, Langvassbukt, Tjeldsund bru, Evenes, Bogen (Ofoten) en Bjerkvik.

#### Europese weg 12 (E12)
De E12 loopt door de provincie vanaf Nesna in het westen via Mo i Rana tot de rijksgrens bij Umbukta in het oosten. De gehele weg ligt in de gemeente Rana. De E12 in Noorwegen is ongeveer 110 km lang. Het hoogste punt is bij de Umskaret op 650 m.
De 69 km tussen Nesna en Mo i Rana is een verlenging van de E12, ook wel bekend als Riksvei 17, een nationale toeristenweg van Steinkjer naar Bodø.
De weg vanaf Mo i Rana tot de grens is een oude mijnweg, die langs Gruben (waar onder meer ijzererts wordt gewonnen en bewerkt) en Rana kraftstasjon (een van 's lands grootste) voert. Verder gaat de weg door Ildgrublia met uitzicht op Indre Rana en Svartisfjellene met hun gletsjers. Hier in de omgeving werd ook erts gewonnen met een zwavelgehalte van meer dan 50%, verweerd zwavelerts is wat Rauvatnet en Rausandhøgda hun naam gaf. De berg is in feite rood gekleurd.

### Spoorweg -Nordlandsbanen
Nordlandsbanen is de 729 km lange niet-geëlektrificeerde spoorweg tussen Hell te Nord-Trøndelag en Bodø. Dit traject werd hoofdzakelijk uitgebouwd tijdens de Tweede Wereldoorlog, ook al werd hierover reeds in 1872 gedacht en begon het werk in 1902. Het laatste traject werd pas op 7 juni 1962 officieel geopend.
Ten zuiden van Station Stødi wordt de noordelijke poolcirkel gekruist. Het hoogste punt (680 m) ligt op de Saltfjell.

### Veerdiensten

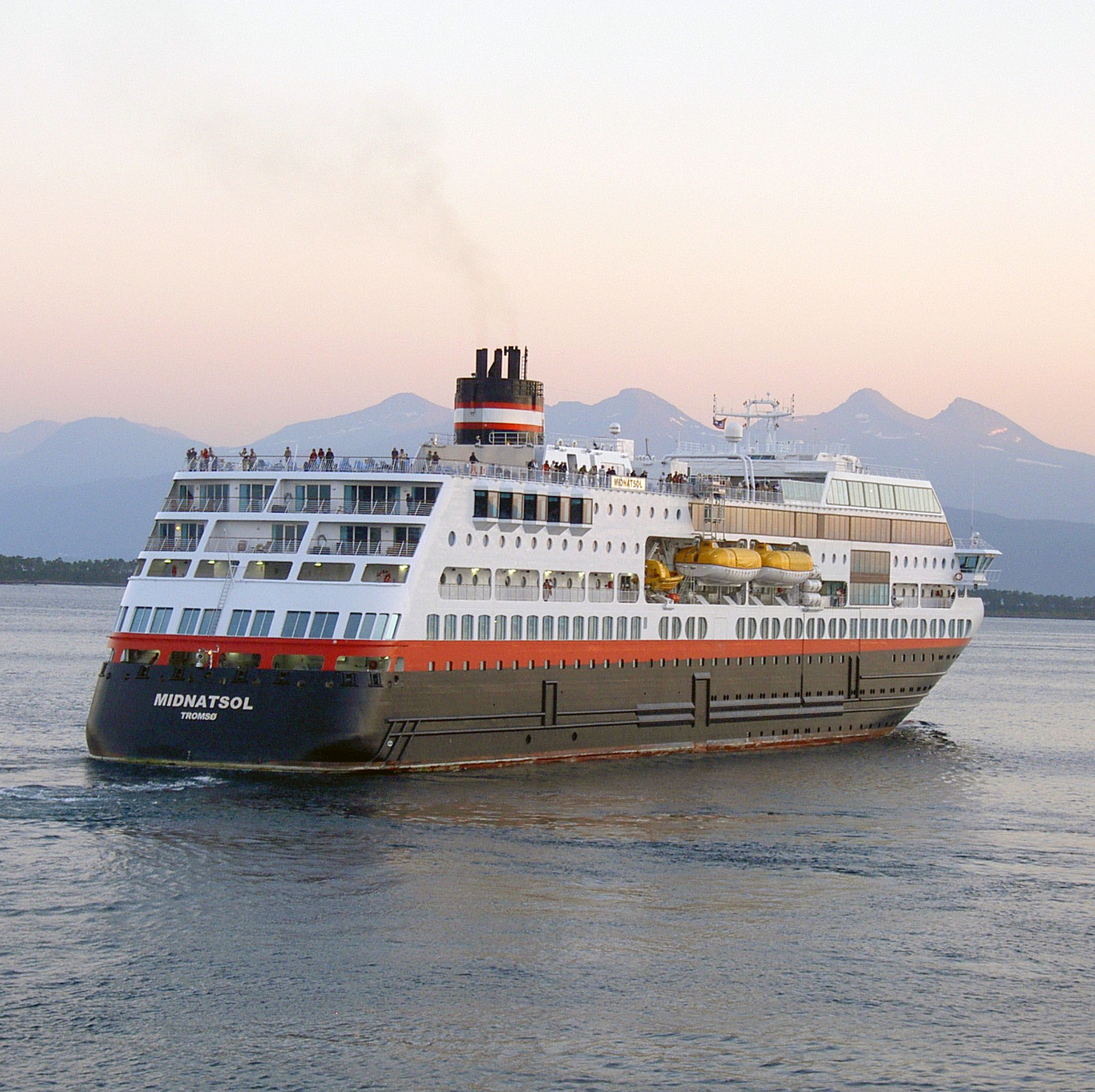
Hurtigruten: Midnatsol van Tromsø

Deze provincie heeft veel bewoonde eilanden, van oudsher was dan ook de zee een van de hoofdverkeersroutes hier. Naast meerdere kleinere veerverbindingen doet ook de interprovinciale Hurtigruten de zeven hieronder genoemde havens aan. Het kost een dag om de provincie van noord naar zuid of andersom te doorkruisen.
De schepen van Hurtigruten doen de volgende havens aan onderweg van Bergen, Hordaland naar Kirkenes, Finnmark:
Brønnøysund
Sandnessjøen
Nesna
Ørnes
Bodø
Stamsund
Svolvær
Stokmarknes
Sortland
Risøyhamn

### Luchtverkeer
In delen van Noorwegen is personentransport via de lucht bijna net zo gewoon als per auto of trein.
In deze provincie zijn er 11 grotere en kleinere vliegvelden en 1 heliport in beheer van Avinor. Gezien hoe ruig het weer kan zijn in deze omgeving en daardoor hoe moeilijk en gevaarlijk personenverkeer wordt, is vervoer per vliegtuig of helikopter een logisch gevolg.
- Andøya lufthavn, Andenes
- Bodø lufthavn, Bodø
- Brønnøysund lufthavn, Brønnøy
- Harstad/Narvik lufthavn, Evenes
- Leknes lufthavn, Leknes
- Mo i Rana lufthavn, Røssvold (Skonseng)
- Mosjøen lufthavn, Kjærstad (Mosjøen)
- Røst lufthavn, Røst
- Sandnessjøen lufthavn, Stokka (Sandnessjøen)
- Stokmarknes lufthavn, Skagen (Stokmarknes)
- Svolvær lufthavn, Helle (Svolvær)
- Værøy Heliport, Værøy

## Politiek
- statsforvalter (CvdK): Tom Cato Karlsen (FRP)
- fylkesordfører: Kari-Anne Bøkestad Andreassen (SP)

## Media
Nordland telt nog drie  regionale dagbladen: Avisa Nordland,  Rana Blad en Brønnøysunds Avis. Daarnaast verschijnen meerdere lokale weekbladen, waarvan sommige meerdere dagen per week.

## Bekende mensen van Nordland
Bekende mensen zijn onder andere:
- Petter Dass (1647-1707), dominee en poëet.
- Elias Blix (1836-1902), dominee en poëet.
- Knut Hamsun (1859-1952), auteur, geboren te Hamarøy.
- Anni-Frid Lyngstad (*1945-), bekend van ABBA, geboren te Narvik.
- Herbjørg Wassmo (*1942-), auteur.

## Het wapen

Het wapen is getekend door Hallvard Trætteberg en wordt beschreven als op gouden (gele) achtergrond een zwarte boot met mast en zeil. De gouden achtergrond is de kleur van de zon, het schip is een vereenvoudigde Nordlandsbåt. Dit boot-type is typerend voor deze provincie en het wapen werd dan ook door het fylkesting gezien als "ideëel en karakteristiek voor Nordland, zowel qua aardrijkskunde als geschiedenis".
Het wapen werd goedgekeurd bij besluit van de Kroonprinsregent op 15 januari 1965.

## De provinciale bloem

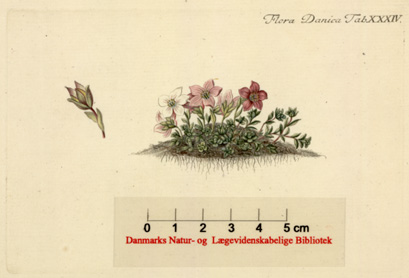
Provincie-bloem Nordland

Zuiltjesteenbreek (Saxifraga oppositifolia), in het Noors rødsildre, is 16 november 1990 door de Fylkesmann aanbevolen als een van de symbolen van Nordland. Deze kruipende plant is vrij zeldzaam in Europa, komt vooral nabij beekjes en vochtige plaatsen op kalkrijke grondsoorten in de bergen voor, tot op 2350 m hoogte. Noordelijk Azië, Noord-Groenland en het noorden van Noord-Amerika zijn andere vindplaatsen. Er is geen historische achtergrond hiervoor, anders dat in 1987 professor Olav Gjærevoll (toenmalig leider van de Noorse Botanische Vereniging) initiatief nam om dit te reguleren voor alle provincies. Over het algemeen werden er bloemen/planten gekozen die typisch (of uniek) zijn voor hun provincie.